# Islossningen i Uleå älv
Islossningen i Uleå älv (La rottura del ghiaccio sul fiume Oulu), Op. 30, è una composizione di Jean Sibelius, una "improvvisazione per narratore, coro maschile e orchestra". Sibelius la compose nel 1899 su una poesia di Zachris Topelius, un poeta finlandese di lingua svedese che lo aveva dedicato allo zar Alessandro II di Russia, sfuggendo così alla censura. Il pezzo era una "esplicita composizione di protesta" contro una Russia che limitava l'autonomia del Granducato di Finlandia. Sibelius lo scrisse per una lotteria della Savonian-Karelian Students' Association, dove tenne la prima rappresentazione il 21 ottobre 1899.

## Contesto e storia
Sibelius compose Islossningen i Uleå älv in un contesto politico. La maggior parte dell'attuale Finlandia era stata parte della Svezia fino a quando la Russia non aveva conquistato il territorio nella guerra di Finlandia e lo aveva governato come Granducato. In primo luogo era autonomo in termini di parlamento, denaro e scuole in svedese e finlandese, ma Nikolay Bobrikov, il governatore generale russo, cercò di limitare queste libertà e propose persino che si studiasse solo in russo.
Sibelius compose la musica come una dichiarazione patriottica contro la censura restrittiva, per Islossningen i Uleå älv, eseguita per la prima volta il 21 ottobre in una lotteria dell'Associazione degli studenti Savoia-Kareliana a Helsinki e anche in Finlandia, per la prima volta nell'ambito della Press Celebration Music, due settimane dopo. Sibelius diresse la prima rappresentazione, la première. Usò di nuovo il tema corale per il coro di bambini a cappella, The Landscape Breathes (Nejden andas). Dopo la prima esibizione, Sibelius si annotò per la composizione: "dovrebbe essere rivista", cosa che fece in seguito.

## Composizione
La rottura del ghiaccio è un evento annuale in alcuni paesi del nord, che termina l'inverno e pone fine all'immobilità. Il testo di Islossningen i Uleå älv è una poesia di Zachris Topelius, un poeta finlandese di lingua svedese. La poesia elenca molti fiumi oltre a quello del titolo, che riassumono la Finlandia. La dedicò allo Zar Alessandro II, proteggendola così dalla censura. Sibelius, come il poeta, interpretava il fiume ghiacciato come il simbolo dell'oppressione russa e la rottura del ghiaccio come un'immagine di libertà. Sibelius confermò il significato sotteso alla musica quando ha programmò la sua prima, seguita da Song of the Athenians, un canto per la libertà eseguito per la prima volta un anno e mezzo prima e sostenuto dai nazionalisti finlandesi.
La composizione è sottotitolata "improvvisazione per narratore, coro maschile e orchestra". Il sottotitolo è la descrizione di Sibelius del lavoro, altrimenti è stato descritto come un melodramma, una cantata e una suite per coro. Comincia e termina con la recitazione del narratore, accentuata da accordi degli ottoni. Il centro dell'opera è un coro drammatico, spesso all'unisono e accompagnato dall'orchestra sinfonica. È stato considerato come un pezzo di prova per Finlandia in termini di accessibilità e di alcuni effetti dell'orchestrazione.

## Osservazioni
1. ↑  La composizione è chiamata Islossningen i Uleå älv nello spartito originale, in seguito venne denominata Islossningen i Ule älv.[1]